# Shucutón
Shucutón är en ort i Mexiko.   Den ligger i kommunen Chamula och delstaten Chiapas, i den sydöstra delen av landet, 700 km öster om huvudstaden Mexico City. Shucutón ligger 2 238 meter över havet och antalet invånare är 618.
Terrängen runt Shucutón är lite bergig. Runt Shucutón är det tätbefolkat, med 550 invånare per kvadratkilometer. Närmaste större samhälle är San Cristóbal de las Casas, 11,0 km söder om Shucutón. I omgivningarna runt Shucutón växer huvudsakligen savannskog.